# Sant Joan Baptista de Cabassers
Sant Joan Baptista de Cabassers és una església barroca de Cabassers (Priorat) protegida com a Bé Cultural d'Interès Local.

## Descripció
Petita capella d'una sola nau, coberta per volta de mig punt rebaixada amb llunetes. Té un absis poligonal, amb cinc costats i arc triomfal. L'interior és enguixat, amb un petit fris continu. Hi ha un sol altar amb una imatge de Sant Joan. Les parets són decorades amb unes ceràmiques representant diversos sants, de factura moderna. Exteriorment és arrebossada. La façana presenta una porta sense decoració, amb una ceràmica com les de l'interior, un petit ull de bou i un coronament de corbes mixtilínies. El conjunt és rematat per una espadanya.

## Història
No hi ha dades referents a aquesta ermita. Es va construir al segle xviii. Sembla que les celebracions litúrgiques s'han limitat regularment a la diada de Sant Joan.